# San Millán de la Cogolla
San Millán de la Cogolla – gmina w Hiszpanii, we wspólnocie autonomicznej La Rioja. W roku 1997 klasztory Suso i Yuso zostały wpisane na listę światowego dziedzictwa UNESCO.

## Zabytki
- klasztor Suso (hiszp. Monasterio de San Millán de Suso) zbudowany na wzgórzu nad miastem w X wieku. W tym miejscu w roku 537 św. Emilian miał założyć pustelnię. Wewnątrz kościół zbudowany z różowego piaskowca w stylach romańskim i mozarabskiej. W kościele znajduje się alabastrowy nagrobek św. Emiliana oraz mnicha i pisarza Gonzala de Berceo;
- klasztor Yuso (hiszp. Monasterio de San Millán de Yuso) założony w 1059 roku, przebudowany w okresie od XVI do XVIII wieku. Wewnątrz renesansowy kościół z barokową fasadą i rokokową zakrystią.